# Danielle Jacqui
 (février 2022).
La mise en forme du texte ne suit pas les recommandations de Wikipédia : il faut le « wikifier ».
Les points d'amélioration suivants sont les cas les plus fréquents. Le détail des points à revoir est peut-être précisé sur la page de discussion.
- Les titres sont pré-formatés par le logiciel. Ils ne sont ni en capitales, ni en gras.
- Le texte ne doit pas être écrit en capitales (les noms de famille non plus), ni en gras, ni en italique, ni en « petit »…
- Le gras n'est utilisé que pour surligner le titre de l'article dans l'introduction, une seule fois.
- L'italique est rarement utilisé : mots en langue étrangère, titres d'œuvres, noms de bateaux, etc.
- Les citations ne sont pas en italique mais en corps de texte normal. Elles sont entourées par des guillemets français : « et ».
- Les listes à puces sont à éviter, des paragraphes rédigés étant largement préférés. Les tableaux sont à réserver à la présentation de données structurées (résultats, etc.).
- Les appels de note de bas de page (petits chiffres en exposant, introduits par l'outil «  Source ») sont à placer entre la fin de phrase et le point final[comme ça].
- Les liens internes (vers d'autres articles de Wikipédia) sont à choisir avec parcimonie. Créez des liens vers des articles approfondissant le sujet. Les termes génériques sans rapport avec le sujet sont à éviter, ainsi que les répétitions de liens vers un même terme.
- Les liens externes sont à placer uniquement dans une section « Liens externes », à la fin de l'article. Ces liens sont à choisir avec parcimonie suivant les règles définies. Si un lien sert de source à l'article, son insertion dans le texte est à faire par les notes de bas de page.
- La présentation des références doit suivre les conventions bibliographiques. Il est recommandé d'utiliser les modèles {{Ouvrage}}, {{Chapitre}}, {{Article}}, {{Lien web}} et/ou {{Bibliographie}}. Le mode d'édition visuel peut mettre en forme automatiquement les références.
- Insérer une infobox (cadre d'informations à droite) n'est pas obligatoire pour parachever la mise en page.

Pour une aide détaillée, merci de consulter Aide:Wikification.
Si vous pensez que ces points ont été résolus, vous pouvez retirer ce bandeau et améliorer la mise en forme d'un autre article.
Danielle Jacqui, dite « Celle qui peint », est une peintre et sculptrice française, née le 1er janvier 1934 à Nice.
Elle vit à Roquevaire (Bouches-du-Rhône), où elle est célèbre pour avoir entièrement décoré sa maison.
Fondatrice du festival d'art singulier d'Aubagne, elle est l'une des figures  emblématiques de ce mouvement issu de l'art brut (Neuve Invention) et de l'« art hors-les-normes ».

## Biographie
Danielle Jacqui naît d'un père joaillier et d'une mère militante féministe. La rapide séparation de ses parents constitue un déchirement à la suite duquel elle est placée en pension, pour être finalement confiée à un couple d'instituteurs en 1945. Elle est alors soumise et admise dans un processus appelé alors « école nouvelle » de type -Julien- ou Freinet  au centre scolaire; « li Pitchoun Mistralen » devenu « Torchok » au château Mistral à Saint-Rémy-de-Provence, puis république des enfants lors de la transplantation de l'école à Moulin Vieux Lavaldens Isère ce qui ouvrira durablement son expression en  développement d'une énergie de libre expression à défaut d'un champ de scolarité normal.
Des études en dents de scie, jusqu'en fin de  seconde, elle doit arrêter ses études et  se marie, à l'âge de 18 ans. Elle aura et élèvera quatre enfants.
À la suite de son divorce en 1970, elle devient brocanteuse, métier qui lui donne une culture avant tout tactile, par l'objet, et entre autres, le goût de la récupération. Elle présente alors des objets chinés et restaurés mais aussi ses toiles, assemblages et broderies insolites.
À partir de  1971, elle entame conjointement une production de peintre qu'elle commence à montrer.
En 1990, elle fonde et organise le festival d'art singulier d'Aubagne.

## Œuvres

### La maison de celle qui peint
Danielle Jacqui emménage en 1985 dans sa maison de Roquevaire, et elle commence peu à peu à investir tous les supports de son habitat, transformant peu à peu sa maison en véritable œuvre totale, en utilisant de multiples techniques qu'elle amalgame les unes aux autres. Elle ouvre sa maison-atelier au public. Danielle Jacqui se réclame de l'art singulier et réfute la référence de l'art brut, en raison de son ouverture au monde : «Contrairement à la définition qui est faite de l’Art brut, qui consiste à parler de gens qui sont retranchés de tout l’extérieur, moi je suis en état d’art brut car je suis retranchée par nécessité sur mon site, et noyée dans mon œuvre».

### ORGANuGAMME
À partir de novembre 2006, elle est invitée en résidence d'artiste en lieu de la céramique à Aubagne, et  elle inaugure et poursuit un travail d'ensemble sur plusieurs centaines de mètres carrés. Ces sculptures en céramique de grès formeront l'ensemble conceptualisé par ses soins en colossal d'art brut-ORGANuGAMME. Ce travail énorme sera finalement abandonné par la Ville d'Aubagne lors d'un changement de municipalité en 2014. Présentée partiellement en 2021 au Musée d'Arts Brut de Montpellier, cette œuvre monumentale trouve, grâce à l'intervention de Mario Del Curto, photographe spécialité dans le domaine de l'art brut, une destination sur le site de la Ferme des Tilleuls en Suisse. Cette œuvre monumentale, composée de 36 tonnes de céramiques et à laquelle l'artiste a consacré 10 années de travail, est donc léguée à la Fondation de la Ferme des Tilleuls et la Ville Renens en Suisse. Le transport de l'œuvre se réalise grâce à un comité d'honneur avec la participation de Michel Thévoz. L'artiste travaille depuis 2015 à l'installation sur le site, en collaboration avec l'architecte Gilles Décosterd, sur une structure originale et modulable de 27 totems assemblés. Les travaux d'édification ont débuté sur le site de la Ferme des Tilleuls en septembre 2020. L'œuvre est inaugurée le 5 novembre 2022,.
Danielle Jacqui a une pratique régulière de l'écriture, notamment un journal regroupé dans «bulletin de celle qui peint» depuis 1998, et dont elle fait une édition manuscrite à une dizaine d'exemplaire, plusieurs fois par an.
Le parcours et l'œuvre de Danielle Jacqui est documenté, avec la collaboration de l'artiste, dans  "documents d'artistes, Région Provence-Alpes-Cote d'Azur".
Une procédure de la Direction Régionale des Affaires Culturelles est ouverte en novembre 2021 pour inscrire sa demeure de Roquevraire au répertoire des monuments historiques.

## Collections publiques et privées
- la Fabuloserie (Dicy),
- le Musée de la Création Franche (Bègles)[14],
- Musée International d'art naïf Anatole Jakovsky (Nice),
- Musée de l'art brut, Collection Neuve Invention, Lausanne, Suisse
- Musée de l'art en marche, Lapalisse et Hauterives
- Folk Art Museum (New York)[15].
- Banana Factory, Bethlehem, Pennsylvanie, États-Unis
- American Visionary Art Museum, Baltimore, États-Unis

#### Interview, reportages, documentaires
- France Culture, interview d'Anne Riou, 2002
- Du côté de chez vous, C'est mon choix no 43, ça se discute, La pêche d'enfer, 2002
- Reportage journal télévisé TF1 13h le 19 avril 2004
- M6, novembre 2004
- Reportage France télévision (M. Frey, R. Gasc, E. Pirosa)
- Danielle Jacqui et la force de l’art, de Valérie Corduant, 2004, 26 min
- Danielle Jacqui (celle qui peint), de Valérie Corduant & Philippe Ody, 2002, France,  14 min
- Interviews colossales, Danielle Jacqui, artiste par La Ferme des Tilleuls (Vimeo)
- Extraits d'un entretien entre Danielle Jacqui et Hong Mi-Jen, paru dans le Bulletin de celle qui peint, janvier 2001
- Le blog du colossal d'art brut à Aubagne
- Les Amis de Danielle Jacqui
- Un dossier sur Documents d'artistes